# Archithosia fuscicorpus
Archithosia fuscicorpus là một loài bướm đêm thuộc phân họ Arctiinae, họ Erebidae.